# Jadwiga Potrzeszcz
Jadwiga Potrzeszcz (ur. 14 października 1970 w Jagodnem) – polska prawnik i filolog, doktor habilitowany nauk prawnych, adiunkt na Wydziale Prawa, Prawa Kanonicznego i Administracji Katolickiego Uniwersytetu Lubelskiego Jana Pawła II, specjalistka w zakresie filozofii prawa.

## Życiorys
W 1989 uzyskała maturę w II Liceum Ogólnokształcącym im. Adama Mickiewicza w Skarżysku-Kamiennej. W latach 1989–1991 odbyła naukę w Studium Nauczycielskim w Końskich i uzyskała uprawnienia nauczyciela szkoły podstawowej (specjalność: nauczanie początkowe). W latach 1992–1996 studiowała filologię polską na Wydziale Humanistycznym Wyższej Szkoły Pedagogicznej im. Jana Kochanowskiego w Kielcach. Studia te zakończyła w 1996 uzyskaniem tytułu magistra filologii polskiej (praca magisterska pt. Wpływy tragedii greckiej w dramacie Jana Kasprowicza „Świat się kończy!" i w „Klątwie" Stanisława Wyspiańskiego). W latach 1997–2001 odbyła studia w zakresie prawa na Wydziale Prawa, Prawa Kanonicznego i Administracji Katolickiego Uniwersytetu Lubelskiego zakończone uzyskaniem w 2001 tytułu magistra prawa (praca magisterska pt. Filozoficzne podstawy praw człowieka w Konstytucji RP z 1997 roku). Na tym wydziale była w latach 2001–2002 doktorantem-stypendystą w Katedrze Filozofii Prawa. W 2002 została asystentem w tej katedrze. Na WPPKiA KUL uzyskała w 2005 na podstawie napisanej pod kierunkiem Antoniego Kościa rozprawy pt. Rozumienie idei prawa w orzecznictwie polskiego Trybunału Konstytucyjnego stopień naukowy doktora nauk prawnych w zakresie prawa. W 2006 objęła stanowisko adiunkta KUL w Katedrze Filozofii Prawa. W 2014 na podstawie dorobku naukowego oraz rozprawy pt. Bezpieczeństwo prawne z perspektywy filozofii prawa uzyskała stopień doktora habilitowanego nauk prawnych w zakresie prawa.
W 2016 została wykładowcą Krajowej Szkoły Sądownictwa i Prokuratury w Krakowie.
Została członkinią Rady Naukowej kwartalnika „Prawo i Więź” oraz w latach 2021–2023 członkinią Rady Naukowej Instytutu De Republica.
W 2018 w trakcie kryzysu wokół Sądu Najwyższego w Polsce zgłosiła swoją kandydaturę na sędziego Sądu Najwyższego.

## Odznaczenia
- Medal Komisji Edukacji Narodowej (2023)[10]